# 대디스 홈 (영화)
《대디스 홈》(영어: Daddy's Home)은 미국에서 제작된 숀 앤더스 감독의 2015년 버디 코미디 영화이다. 윌 페럴, 마크 월버그 등이 출연하였다.
2010년 영화 《스탠바이 캅》에 이은 페럴과 월버그의 두 번째 협업 작품으로, 주 촬영은 2014년 11월 17일 미국 루이지애나주 뉴올리언스에서 시작되었다.
이 영화는 2015년 12월 25일 파라마운트 픽처스를 통해 개봉하였으며 전 세계에서 2억 4,200만 달러 수익을 올리며 페럴의 가장 수익성 높은 라이브 액션 영화가 되었다.
2017년 11월 10일 후속작 《대디스 홈 2》가 개봉하였다.

## 줄거리
온건한 태도의 라디오 방송국 간부 브래드는 아내 세라가 이전 결혼에서 얻은 두 아이들과 가까워지기 위해 노력 중이다.
어느 날 거친 매력이 있는 세라의 전남편 더스티가 이들의 집에 나타난다. 가족을 되찾길 원하는 더스티는 자녀들의 환심을 사고, 브래드와 세라를 갈라놓으려고 애쓰는데...

## 출연
- 윌 페럴 - 브래드 휘터커 역
- 마크 월버그 - 더스티 메이런 역
- 린다 카덜리니 - 세라 휘터커 역
- 스칼릿 에스테베즈 - 메건 메이런 역
- 오언 버캐로 - 딜런 메이런 역
- 토머스 헤이든 처치 - 리오 홀트 역
- 해니벌 버리스 - 그리프 역
- 보비 캐너발리 - 에밀리오 프랜시스코 의사 역
- 빌 버 - 제리 역
- 제이미 덴보 - 도리스 역
- 알레산드라 암브로지우 - 캐런 역
- 존 시나 - 로저 역 (카메오)
- 폴 시어 - 라디오 디스크 자키 "더 휩" 역
- 빌리 슬로터 - 징징이 넥타이를 맨 남자 역
- 러모니카 개릿 - 마코 역
- 코비 브라이언트 - 본인 역 (카메오)